# Kościół św. Józefa Oblubieńca Najświętszej Maryi Panny w Lutyni

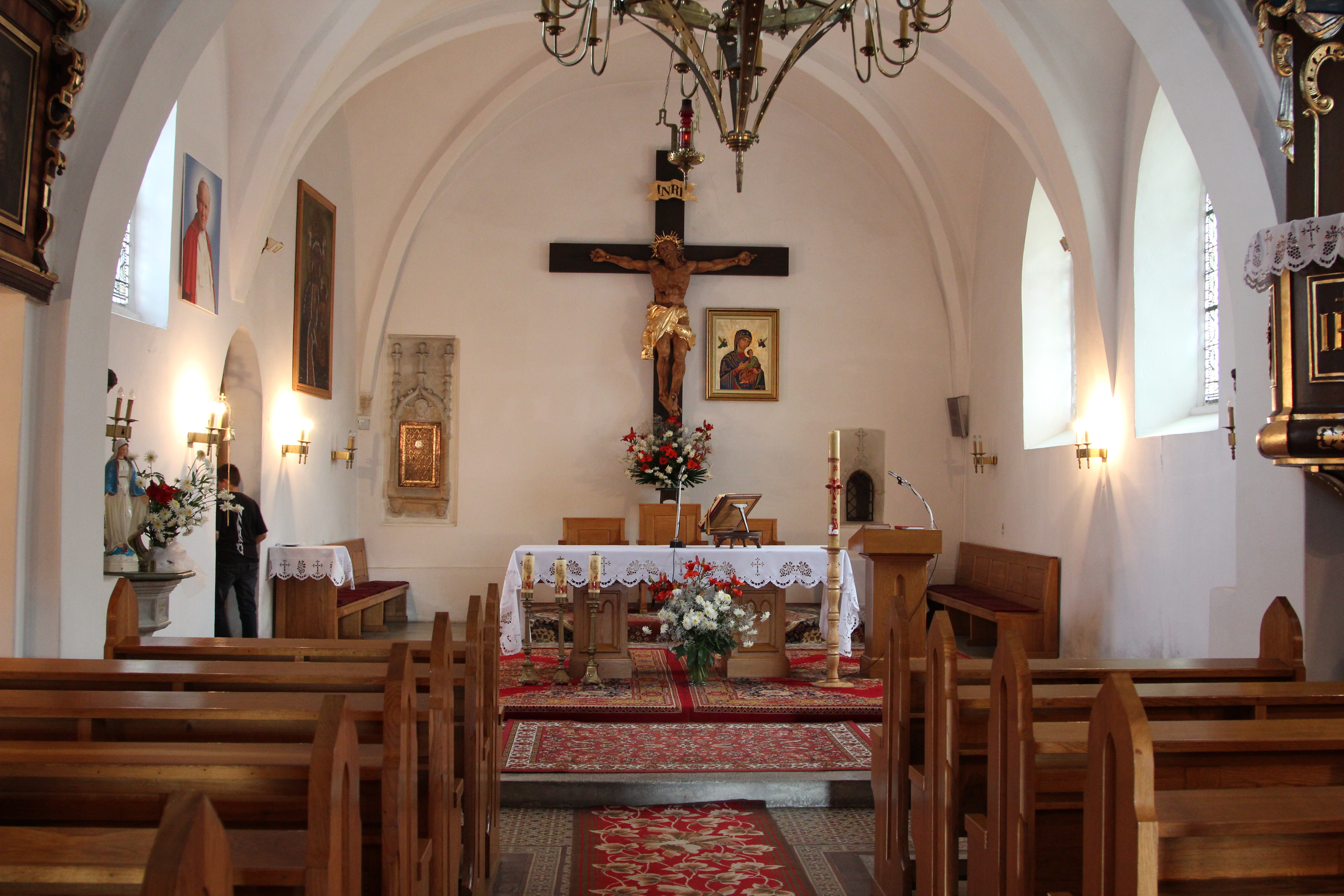
Wnętrze kościoła

Kościół św. Józefa Oblubieńca Najświętszej Maryi Panny w Lutyni – rzymskokatolicki kościół parafialny w Lutyni, w gminie Miękinia.

## Historia
Kościół zbudowany w XV wieku. Przebudowany w 1654 roku, zniszczony w bitwie pod Lutynią w dniu 5 grudnia 1757, odbudowany w 1783. Odrestaurowany w 1867-9 i 1932 roku.

## Architektura
Kościół gotycki, orientowany, murowany, jednonawowy. Prostokątne prezbiterium z jedną wieżą od strony zachodniej. Okna i drzwi ostrołukowe, sklepienie krzyżowe. Kościół otoczony zabytkowym murem z 1608 roku z fragmentami sgraffitowej elewacji.

## Wyposażenie
Wewnątrz kościoła:
- rzeźba św. św. Anny Samotrzeciej (XV/XVI w.)
- gotyckie sanktuarium z piaskowca (XV w.)
- barokowa Pietà (ok. XVIII w.)
- renesansowe stalle
- renesansowa ławka
- ambona
- chrzcielnica (XIX w.)
- barokowa rzeźba drewniana św. Jana Nepomucena

Na zewnątrz kościoła:
- epitafium Anny Schellendorf[4] lub von Seidlitz[5] (XVI w.)
- epitafium Jerzego Schellendorf[4] lub von Seidlitz[5] (XVI w.)
- kule armatnie z wojny siedmioletniej
- nad wejściem krzyż pokutny z rytem kielicha[5][4]

## Organy

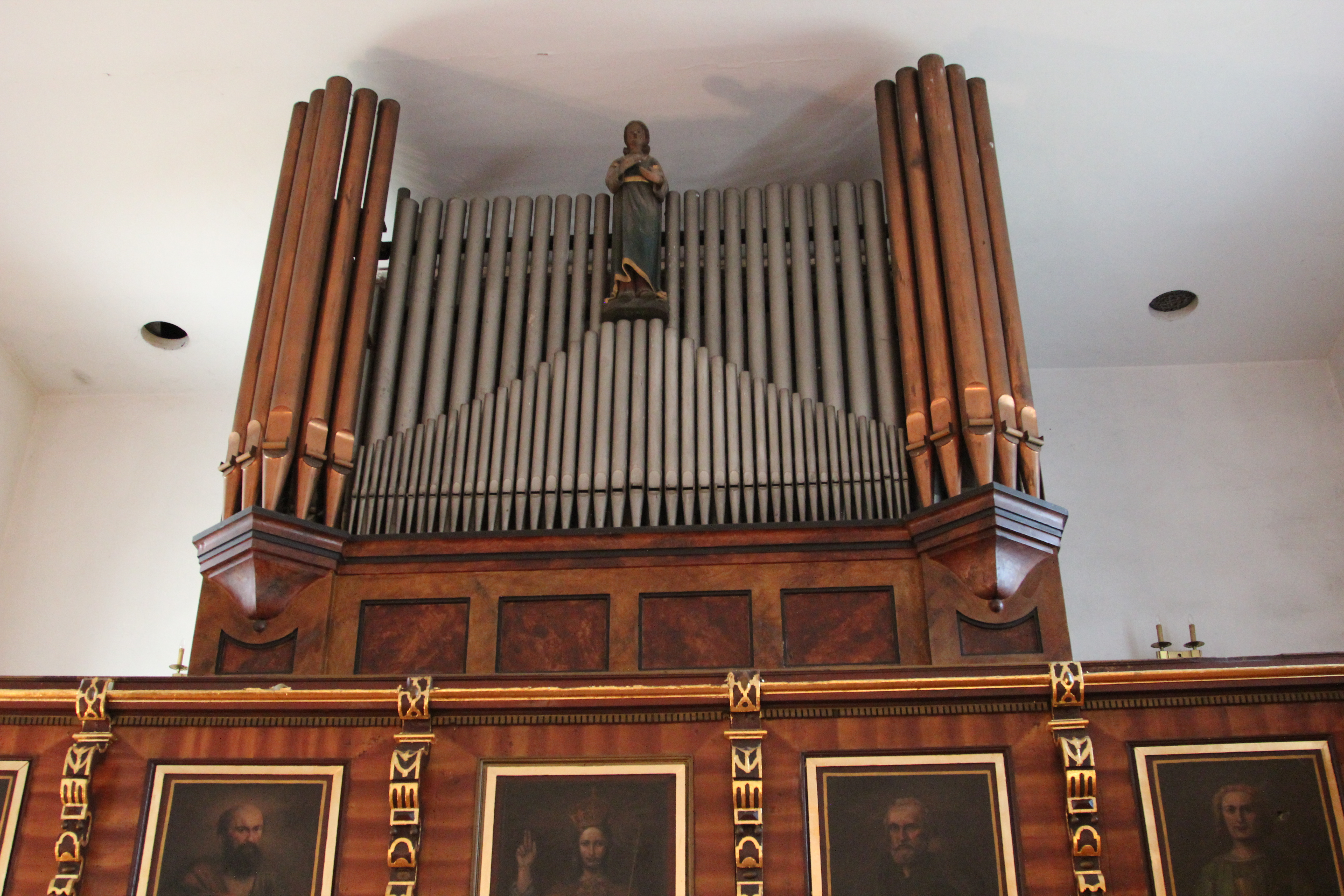
prospekt organowy

Organy zostały wykonane przez firmę Berschdorf-Neisse po 1932 roku, wyposażone są w dmuchawę Ventus firmy Augusta Laukhuffa, miech magazynowy z urządzeniem do kalikowania, wiatrownice rejestrowe, żaluzję Man. II. Organy z uwagi na duże zanieczyszczenie oraz uszkodzenia traktury w chwili obecnej nie nadają się do użytku.

### Dyspozycja organów
Traktura gry pneumatyczna, traktura rejestrów pneumatyczna.
| Manuał I Hauptwerk                                     | Manuał II Schwellwerk                                  | Pedał                                   | Połączenia |
| ------------------------------------------------------ | ------------------------------------------------------ | --------------------------------------- | --- |
| Principal 8' Flöte 8' Salicet 8' Octave 4' Mixtur 2-3f | Sifflöte 2' Gedeckt 8' Gemshorn 4' Aeoline 8' Gamba 8' | Principalbas 8' Zartbass 16' Subbas 16' | Unter oktav koppel II/I Manual koppel II/I Oberoktav koppel II/I Unteroktav koppel II Oberoktav koppel II Pedal koppel I Pedal koppel II |